# Haskell County (Kansas)
Haskell County je okres ve státě Kansas v USA. K roku 2010 zde žilo 4 256 obyvatel. Správním městem okresu je Sublette. Celková rozloha okresu činí 1 496 km².